# DramaQueen
DramaQueen, L.L.C. ist ein 2005 gegründeter Verlag in Houston, der sich auf englischsprachige Veröffentlichungen von US-amerikanischen OEL Manga, japanischen (Manga), koreanischen (Manhwa) und taiwanesischen (Manhua) Comics spezialisiert hat.
DramaQueen gab auch eine Amerimanga-Yaoi-Anthologie heraus, die Rush genannt wurde und 2006 ihr Debüt hatte. Rush wurde eingestellt, als der Verlag finanzielle Schwierigkeiten hatte und mit den am Projekt beteiligten nicht mehr kommunizierte. Im März 2010 nach einer vierjährigen Unterbrechung der Veröffentlichungen, während der das Unternehmen einige seiner japanischen Lizenzen verlor, brachte Dramaqueen das Boys-Love-Manhwa The Summit von Lee Young-hee heraus.

## Titel
- Brother von Yuzuha Ōgi
- Lies & Kisses von Masara Minase
- Not Love von Kano Miyamoto
- Invoke von Kiriko Higashizato
- Omen von Makoto Tateno
- Empty Heart von Masara Minase
- Missing Road von Shushushu Sakurai
- Cage of Thorns von Sonoko Sakuragawa
- Angel or Devil? von Jun Uzuki
- Challengers von Hinako Takanaga
- The Judged von Akira Honma
- Scent of Temptation von Mako Toyama (veröffentlicht Juni 2008)
- White Guardian von Duo Brand.
- Crimson Wind von Duo Brand.
- Last Portrait von Akira Honma
- Sweetheart von Seika Kisaragi
- Instinctively a Man von Takashi Kanzaki (veröffentlicht Juni 2008)
- Awakening Desires von Bohra Naono (veröffentlicht April 2008)
- Allure von Yuri Ebihara
- Temptation von Momiji Maeda (veröffentlicht April 2008)
- Here comes the Wolf?!! von Yōichirō Kōga (veröffentlicht Juni 2008)
- 10K¥ Lover von Dr. Ten
- Audition von Kye Young Chon
- DVD von Kye Young Chon
- Devil x Devil von Sachiyo Sawauchi
- 8 mm von You Na
- Peter Panda von Na Yae-ri
- Promise von Lee Eun-young
- Mandayuu and Me von Shushushu Sakurai
- Lovely Sick von Shōko Ōmine
- Naked Jewels Corporation von Shushushu Sakurai
- Virtuoso di Amore von Uki Ogasawara
- Your Honest Deceit von Sakufu Ajimine
- The Summit von Lee Young-hee